# Трулино
Трулино (рос. Трулино) — присілок в Куньїнському районі Псковської області Російської Федерації.
Населення становить 12 осіб. Входить до складу муніципального утворення Куньїнська волость.

## Історія
Від 2015 року входить до складу муніципального утворення Куньїнська волость.

## Населення
| 2001 | 2002 | 2010 |
| ---- | ---- | ---- |
| 20   | →20  | ↘12  |